# Заливако, Олег Валерьевич
Олег Валерьевич Заливако (6 ноября 1964, Москва — 13 декабря 2010, Новосибирск) — один из основателей группы «Белая гвардия» (совместно с Зоей Ященко).

## Биография
В 1987 году окончил исторический факультет МГПИ им. В. И. Ленина. Педагог. Работал преподавателем истории религии и философии в театральном лицее. Посещал гитарную студию Александра Евстигнеева, а также джазовую студию «Москворечье». Песни начал писать не позднее 1983 года. С 1989 года работал в дуэте с Зоей Ященко (будущей женой). С 1993 по 1998 год работал в составе группы «Белая Гвардия».
При его участии выпущены альбомы:
1. «Белая Гвардия» (1993)
2. «Голубая стрела» (1994)
3. «Тонкие миры» (1995)
4. «Амулет» (1996)

Написал часть музыки, стихов и аранжировок к некоторым песням. Две его песни также присутствуют на сборнике Равиля Галяутдинова «А я тобой любуюсь» (1998), который представляет собой записи песен его близких друзей.
После ухода из группы «Белая Гвардия» некоторое время довольно активно играл сольные концерты. Из материалов Бард-афиши за 1998 год известно, что короткий период играл в своей группе под названием «Большая белая панда» и называл себя Олег Заливако-Норвежский. В этом составе записал один альбом. Сохранились записи нескольких концертов (почти шесть десятков разных песен) с «Большой Белой Пандой» 1997—1998-х, а также сольного выступления Олега на Грушинском фестивале 1998 г.
О его жизни после 1998 года известно мало. Примерно в 1998—1999-м принял гаудия-вайшнавизм и присоединился к Международному обществу сознания Кришны. В 1999 году записал альбом с названием «Vishnu Prema Das — White India» («Вишну Према Дас. Белая Индия — Песни Бенгальских Садху»). Издатель «Нада Лтд» NADA CD 1251. Возможно, что Вишну Према Дас и было «кришнаитским» именем Олега Заливако. Занимался ли музыкой после этого, неизвестно.

## Дискография
- 1992 Концерт в ЦАПе (05.03.1992)
- 1992—1996 Записи группы «Белая Гвардия»
- 1997 Концерт на фестивале «Единение II» в клубе «Форпост» (04.10.1997)
- 1997—1998 Группа «Большая белая панда»
- 1997—1998 Концерты в Театре песни «Перекрёсток»
- 1998 Грушинский фестиваль (03-05.07.1998)
- 1999 Vishnu Prema Das — White India

## Личная жизнь
- Жена: Зоя Ященко, сооснователь, автор и музыкант группы «Белая гвардия».
  - дочь: Лиза.
- Будучи кришнаитом, женился второй раз и жил в разных российских городах. Последние семь лет прожил в Новосибирске со второй женой и второй дочкой.

Олег Заливако умер 13 декабря 2010 года утром в Новосибирске. Причина смерти — оторвавшийся тромб и, как следствие, остановка сердца. Похоронен 16 декабря в Москве на Хованском кладбище.